# Grgur Stjepanić
Grgur Stjepanić (fallecido después de 1357) fue un noble bosnio de Donji Kraji y miembro de la Casa de Hrvatinić.

## Biografía
Grgur Stjepanić es mencionado en documentos después de 1320. Se le asocia con Stjepan, el fundador de la Casa de Hrvatinić. La opinión predominante es que era el hermano menor de Hrvatin Stjepanić, knez de Donji Kraji, o hijo del hermano de Stjepan. Sin embargo, las fuentes reconocen a Gojislav Stjepanić, que era primo o hermano de Hrvatin. Gojislav es mencionado en 1322 y 1338 como un noble de la zona de Zadar. Las fuentes no lo vinculan con los Hrvatinić y sus posesiones en Donji Kraji. Grgur fue contemporáneo de los hijos de Hrvatin, Vukoslav, Pavle y Vukac. Fue mencionado por primera vez en una carta del Ban de Bosnia Esteban II Kotromanić, de la que no se sabe cuándo fue emitida. Por su fiel servicio, el ban le entregó los pueblos de Čečava, Hrastšuš, Jakeš, Volović y Modriča; recibió estos pueblos como muestra de gratitud al ban, en cuyo nombre encabezó la delegación a Bulgaria. Grgur organizó el matrimonio de Esteban y una princesa búlgara. El ban lo llama "gran príncipe". Grgur es mencionado ya en 1357 en relación con la cesión de sus posesiones en Donji Kraji al rey húngaro Luis I de Anjou (1342-1382). Sin embargo, no es seguro que se trate de los mismos individuos.